# Dirk Dirksen
Dirk Dirksen (* 25. August 1937 in Braunschweig; † 20. November 2006) war ein Musikpromoter und MC, der Punkrockclubs, Mabuhay Gardens und On Broadway im San Francisco der späten 70er und frühen 80er.
Sein Spitzname war der Pope of Punk, Papst des Punks.
Dirksen wurde in Braunschweig geboren und zog 1948 in die USA.
Er war aktiv bei H.E.A.R, Hearing Education and Awareness for Rockers.
Im April 2006 veranstaltete er ein Event mit den Dead Kennedys, den Mutants und Flipper.
Später im  selben Jahr starb er schlafend an einem Herzinfarkt.